# Schwarz-Birke

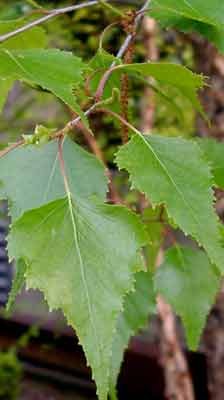
Blätter

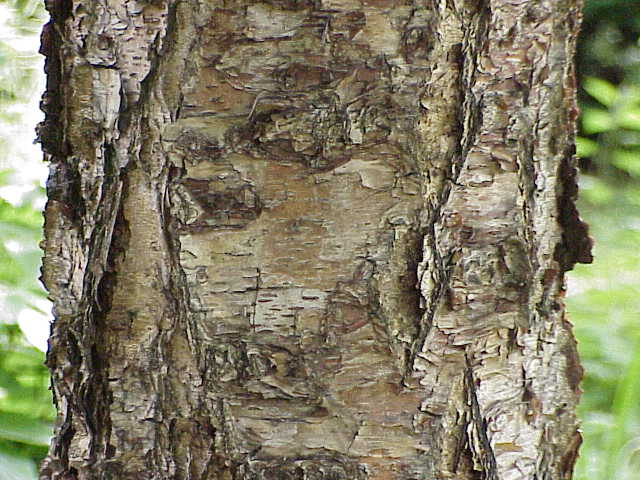
Borke

Die Schwarz-Birke (Betula nigra), auch Fluss-Birke genannt, ist ein mittelgroßer Laubbaum. Ihr Verbreitungsgebiet liegt im Osten der Vereinigten Staaten.

## Beschreibung
Die Schwarz-Birke ist ein sommergrüner, zierlicher Laubbaum, der Wuchshöhen von 20 bis 25 Metern erreicht. Bei einzelnen Exemplaren kann die Höhe 30,5 Meter und der Stammdurchmesser 1,5 Meter betragen. Der Wuchs ist meist mehrstämmig mit rundlicher, lockerer Krone. Die Rinde an Stamm und Ästen ist rot- bis gelbbraun, dicht und kraus, abblätternd, aufgerollt. Sie wird mit dem Alter dunkler bis schwarz, hart und grob. Der Stamm zeigt schwarze, horizontal verbreiterte Korkporen. Die Triebe sind dicht grauzottig behaart.
Die Laubblätter sind rauten- bis eiförmig, 4 bis 8 Zentimeter lang und 3 bis 6 Zentimeter breit, zugespitzt mit keilförmiger Basis, doppelt gesägt und schmal gelappt. Die Blattoberseite ist glänzend grün, die Unterseite blaugrün. Je Blatt werden sieben bis neun behaarte Nervenpaare gebildet. Der Blattstiel ist etwa 1 Zentimeter lang und ebenfalls behaart. Die Herbstfärbung ist gelb.
Als Früchte werden zylindrische, 2,3 bis 4 Zentimeter lange, aufrechte Fruchtstände gebildet. Die Fruchtschuppen sind schmal, alle etwa gleich lang und nach vorne gerichtet. Die Flügelnüsse sind beidseits geflügelt.
Die Chromosomenzahl beträgt 2n = 28.

## Verbreitung und Ökologie
Das natürliche Verbreitungsgebiet der Schwarz-Birke erstreckt sich vom Nordosten bis zum Südosten der Vereinigten Staaten und reicht bis in die Präriestaaten und nach Florida. Dort wächst sie in artenreichen Wäldern und Gehölzgruppen auf frischen bis feuchten, sauren bis neutralen, sandig-kiesigen Böden in Höhen bis zu 300 Metern. Sie ist frosthart aber wärmeliebend und bevorzugt sonnige Standorte. Die Schwarz-Birke ist ein charakteristischer Baum der Flussauen, oft auch in zeitweise überfluteten Gebieten. Sie verträgt jedoch Überschwemmungen nur mäßig, was ihre Abwesenheit auf vielen Überschwemmungsgebieten des Mississippi erklären dürfte. Wie andere Arten dieses Habitats, etwa der Zuckerahorn (Acer saccharum) oder die Amerikanische Ulme (Ulmus americana), verbreitet sie ihre Früchte im frühen Sommer und die Samen beginnen sofort zu keimen, wenn das umliegende Land üblicherweise nicht überflutet ist.

## Systematik
Die Schwarz-Birke (Betula nigra) ist eine Art aus der Gattung der Birken (Betula), die zur Unterfamilie Betuloideae der Familie der Birkengewächse (Betulaceae) gezählt wird.

## Verwendung
Das Holz der Art wird häufig genutzt, auch wird sie aufgrund der bemerkenswerten Herbstfärbung als Zierbaum angepflanzt.